# Onstaborg (Sauwerd)
De Onstaborg was een borg aan westzijde van het dorp Sauwerd in de Nederlandse provincie Groningen. Het was het stamslot van de familie Onsta. Het gebouw ontstond vanuit een zeer sterk steenhuis, dat in de loop der tijd meerdere malen werd verwoest. Begin 17e eeuw werd het gebouw herbouwd als borg, maar begin 18e eeuw werd het gebouw definitief afgebroken. Tegenwoordig resteert alleen nog de borgstee. Het terrein vormt tegenwoordig een weiland.
Het gebouw dient niet te worden verward met de later gebouwde Onstaborg, die ook wel Nieuw Onsta werd genoemd.

## De borg
Uit boringen in 1997 is gebleken dat de borg op een kwelderwal werd gebouwd. Deze kwelderwal werd verhoogd met klei die waarschijnlijk uit de grachten kwam die eromheen werden gegraven en vormde onderdeel van de wierde van Sauwerd. De gebouwen bevonden zich blijkens de boringen op het zuidoostelijke deel van de huidige borgstee. Dit deel vormde oorspronkelijk een klein eiland, waar zich waarschijnlijk het steenhuis bevond. Ernaast lag een groter L-vormig eiland, waarop zich waarschijnlijk de bijgebouwen bevonden. Deze indeling is niet zeker, maar een dergelijke opzet is ook bekend van bijvoorbeeld het Huis te Farmsum, de borg Reitsema bij Grijpskerk, de Tammingaborg bij Hornhuizen en de borg Jensema bij Oldehove. De borgstee werd waarschijnlijk in de 17e eeuw vergroot tot de huidige borgstee van 80 bij 100 meter. In het noordwestelijke deel van de huidige borgstee werden bij de boringen geen resten aangetroffen van puin en dit deel heeft dan ook mogelijk een andere functie gehad. Mogelijk stond hier de houten schuur met paardenstal die in 1415 wordt genoemd (zie verder). Aan noordoostzijde bevond zich een brug naar het terrein waar vroeger de kerk van Sauwerd stond. Van deze brug resteren nog enkele resten van de bruggehoofden.

## Ontstaan en eerste bewoners
De eerste verwijzingen naar het gebouw dateren uit de 14e eeuw. De eerste eeuw van het geslacht Onsta is in nevelen gehuld. In 1248 sneuvelde er een Meinoldus Onsta bij de belegering van Aken, maar een verband met Sauwerd is niet bekend. In 1325 en 1326 komt een Folcmar of Folckermarus Onsatha of Onstitha voor als vertegenwoordiger van Hunsingo. Later komt in 1364 een Folcmari Onsatha voor als hoofdeling in Sauwerd. In 1371, 1384 en 1386 komt vervolgens een Onno Onsta Ferhildema voor in Sauwerd, die stierf in 1398 en mogelijk een zoon was van de eerstgenoemde Folcmar. Onno had zeven zonen (Abeke of Abele, Eijlko, Menolt, Johan, Folcmer, Edseke en Abeke) en een dochter genaamd Everdeh (Evert).
In het genoemde jaar 1398 komt in diverse oorkonden de tweede zoon Aylko, Eijlko, Aeylike of Eylko voor met de achternaam Onstra Ferhildema. Hij is hoogstwaarschijnlijk dezelfde als de Aylko Onsta die wordt genoemd tussen 1405 en 1420. Ergens daarvoor lijkt er dus sprake te moeten zijn geweest van een huwelijk tussen beide families. De familie Onsta wordt vervolgens ook verbonden met de borg Verhildersum, maar het is niet bekend of zij daar ook gewoond hebben. Wel hadden ze land in de buurt van deze borg.

## Verwoesting van de burcht Onsta in 1399
De oorkonden met betrekking tot Aylko uit 1398 handelen over het feit dat hij en Reyner Eysinga van Zandeweer het landschap Hunsingo opdroegen aan hertog Albrecht van Beieren. Zij kozen daarmee net als diverse andere grote heersers in De Ommelanden voor de partij van de vetkopers. De betreffende akte werd voorbesproken op de Onstaborg zelf. Hun tegenspelers de schieringers hadden echter de stad Groningen als bondgenoot. De stad zag Hunsingo en Fivelingo als zijn eigen achterland en wenste geen inmenging van buitenaf. Nadat de Hollanders zich terugtrokken uit Friesland en de stad een verbond had weten te sluiten met Jan van Beieren en met een aantal schieringsgezinde heersers in de Ommelanden, trok zij op naar het slot van de Onsta's. In 1400 wist de stad Groningen het steenhuis van de Onsta's daarbij in te nemen. In de kroniek van Johan van Lemego, die is opgenomen in de kroniek van Sicke Benninghe, staat over deze verovering onder leiding van Albart Wigboldus het volgende geschreven:

ende op den binnesten hoffsteede stondt een steen hues dat dicke was van mueren XII olde muersteenen, ende op die uterste hoffstede stonden V starcke steenhuesen die elcke dicke weren VIII olde muersteenen. Ende als dit eene hues seer toe schoeten was mit bussen, soe liep Abeke, die die olde broeder was unde em hadde beleggen laeten op die huesen, unde quam op die uterste hoffsteede daer V stenen husen stonden; soe leeten die borgers van Gronnigen eenen groeten grafft graeven uut Wetsinger siel rijt ende uut een diep gelegen an Onsten manne borch graven; doe weeren die borgers van der stadt voerscreven mijt hoeren scheepen in Onsten borchgraffte. Ende die borgers wonnen t hues mit groeter macht ende arbeijt, ende nemen die lueden gevangen. Ende Abeke Onsten worde gesloeten in die stadt op die Botteringhe poerte, daer hie langhe tiedt op sadt.

Op de binnenste hofstede stond een steenhuis met muren met een dikte van 12 oude muurstenen. En op de buitenste hofstede stonden 5 sterke steenhuizen die elk muren hadden met een dikte van 8 oude muurstenen. Toen het ene huis [op de binnenste hofstede] zwaar was beschoten met bussen vluchtte de oudste broer Abeke, die beleg had laten leggen op de huizen naar de buitenste hofstede met de 5 huizen. De burgers van Groningen lieten daarop een grote gracht graven vanaf de Wetsingerzijlriet (Wetsingermaar) en vanaf een diep aan oostzijde van de Onstaburcht. Zo konden de hiervoor beschreven burgers met hun schepen de slotgracht van de Onsta's opvaren. En de burgers wonnen het huis door hun grote macht en arbeid, waarbij ze de lieden (de Onsta's) gevangen namen. Abeke Onsta werd opgesloten op de Boteringepoort in de stad, waar hij lange tijd vastzat.
— Johan van Lemego (ca. 1422)

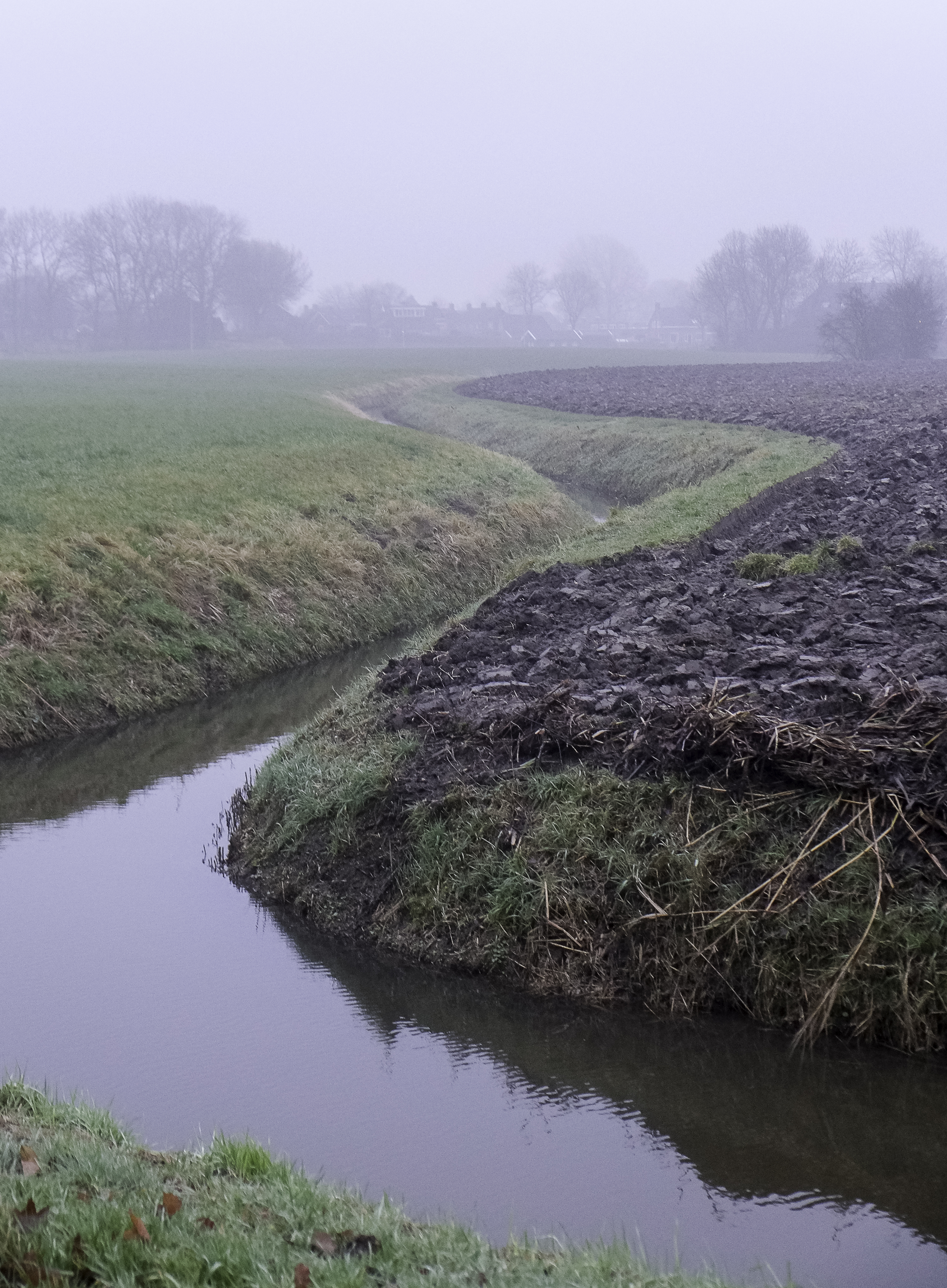
De vroegere gracht die vanuit de Wetsingermaar naar de borg liep is tegenwoordig niet meer dan een sloot

Dat de burcht Onsta een omvangrijke versterking vormde en de bewoners dus zeer rijk en machtig moeten zijn geweest, blijkt onder ander uit het feit dat de gebouwen op het zuidoostelijke deel van de huidige borgstee volgens opgravingen in 1997 een totale omvang van 70 bij 40 meter hebben gehad. Ervan uitgaande dat de bedoelde 'olde muurstenen' van het steenhuis in de lengterichting bedoeld zijn had de hoofdburcht waarschijnlijk muren van ongeveer 1,75 meter dik. De 5 genoemde steenhuizen op de buitenhof (uterste hoffsteede) vormden mogelijk gezamenlijk een voorburcht met 5 stenen torens, die door palissaden of muren met elkaar verbonden waren. Deze steenhuizen of torens hadden muren van ongeveer 1,2 meter dik. Beide diktes waren groter was dan de gangbare maat in Groningen. De huidige sloten die het terrein omgeven waren waarschijnlijk oorspronkelijk 10 tot 15 meter breed. In een spionagerapport van rond 1468 in opdracht van de hertog van Bourgondië schreef Willem Salomonszoon dat Onsta net als Ewsum en twee andere steenhuizen een zeer sterk 'slot' vormde. De gracht die de Groningers groeven vanuit de Wetsingermaar is nog steeds aanwezig aan noordwestzijde van de borgstee en werd mogelijk later ook door de bewoners gebruikt voor de bevoorrading over water.
Het slot werd volgens het Nobilarium van van Wilhelmus Coenders van Helpen 'onder voeten' geworpen en dus op zijn minst tot een ruïne gemaakt. Abekes jongere broer Johan(nes) werd gedwongen om het zegel van Hunsingo dat zich op de borg bevond terug te geven. Naast Abeke zaten ook zijn broer Aylko Onsta en Reyner van Harssens gedurende 7 jaren gevangen op de Boteringepoort. Aylko beklaagde zich erover dat de Groningers tijdens deze periode de renten op hun bezittingen vingen en dat ze hun verblijf in de gevangenis bovendien zelf moesten betalen.  
Van Lemego schrijft verder dat de Onsta's in dezelfde periode bisschop Frederik van Blankenheim geld stuurden om daarmee zijn belegering van Groningen te bekostigen om zo de stad weer bij het Oversticht te voegen. Vermoedelijk gebeurde dit in reactie op de verwoesting van het huis Onsta. Historicus Redmer Alma vermoedt dat de Onsta's ook eigenaar waren van het huis Elba (19e-eeuwse naam) dat in een bocht van de Hunze bij de stad lag en eveneens rond 1400 werd verwoest.
In 2022 werd bij archeologisch onderzoek een granieten kogel van 55 kilo gevonden die bij de belegering op de borg werd afgeschoten vanaf een bombarde.

## 15e eeuw
In 1405 werd een vredesverdrag getekend tussen Groningen, De Ommelanden en Frederik van Blankenheim, waardoor de Onsta's weer vrijkwamen. In de jaren erop bleef het onrustig in het gebied. Zo veroverden de schieringers de stad Groningen in 1413, waarna ze de vetkopers in de Ommelanden het leven zuur maakten. In 1415 heroverden de vetkopers de stad en konden de Onsta's een begin maken met het herstel van hun eigendommen.  
Abeke leefde waarschijnlijk nog in 1445. Het is niet precies duidelijk hoe de opvolging van de leiding van het steenhuis vervolgens verliep. Halverwege de 15e eeuw wordt Abel Onsta genoemd als borgheer. Hij was een zoon van Hidde Onsta, de zoon van de eerder genoemde Aylko Onsta. In 1456 en 1475 sloot hij overeenkomsten met de stad Groningen over goederen van de borg Herathema bij Eenrum. Hij was net als eerdere Onsta's een tegenstander van de stad en was bevriend met de Bourgondiërs, die in navolging van de Hollanders bleven streven naar invloed in de Friese gebieden. Na zijn dood in 1483 werden zijn zonen Hiddo en Eylco hoofdelingen op het steenhuis.  

## Saksische Vete en tweede verwoesting in 1514
Hiddo overleed in 1491, waarna Eylco het overnam. Hij was net als zijn voorouders anti-Gronings en raakte vanaf 1498 betrokken in de Saksische Vete. Dat jaar kozen de Onsta's voor Albrecht van Saksen. In 1500 landde Albrecht met zijn troepen bij Warffumerzijl en trok op naar de stad om deze tevergeefs te belegeren. Tijdens zijn verblijf in het nabijgelegen klooster Selwerd werd hij aldaar gehuldigd door onder andere Eylco Onsta.
In 1514 deden troepen vanuit de stad een uitval naar Winsum om de Saksische troepen aldaar te verjagen. Op de terugtocht verwoestten zij het huis bij Sauwerd. Volgens het Nobilarium werd het huis 'geheel geplundert en verbrand'. Eilco Onsta schreef waarschijnlijk in 1518 een brief aan graaf Edzard I van Oost-Friesland over de verwoestingen die de Groningers hadden aangericht aan de Onstaborg en Verhildersum, waarin hij spreekt over:

Dat huys to Sawert, daer waeren 4 goeder steynhuser toe, die twee met leiden gedecket, unde die anderen mit dubbelde pannen, unde twee goede steynkameren daerby getimmert, desgelyke een kamer beneden und boven. Alle deze husen waren wall gezieret en gestoffiert mit alle dingen daer zu behoerdende, unde wall beschoten mit wagenschutte, alle de kameren beneden und boven. Daer waeren 10 slaepkameren mit beddesteden, daer waren 25 beschoten beddesteden, unde 13 schoernesteynen op den husen, unde alle die huyse eyne solder boven die kaemeren, unde eine deyl twee solderen. Alle die vensters mit dikke iseren traliën, unde kelders oock mit ondervensters. Alle dat iseren werck, dat daer an was, hebben die Groningers mit ijere hulpers to Groningen gevoert. Daer by eyn goet steynhuys daer men in bruwet, 21 gebint lanck, alle die balken niet so klein, hy was 5 vierendeel voet kant aan den einde unde dat huis 3 solderen hoge boeven die balken, unde alle van gueden gekanten eycken holt daer na hoge und wytt. Noch eyn guede schuyre van gueden holte, daerby eynen gueden peerdestalle, die stall mit de schuyre byna so lanck als dat bruwehuys, dit hebben sy alle verbrant mit bruggen unde poorten unde eyn deyll bomen affgehouwen in den hoeven, also dat sulxs niet gemaeckt en was met 808 goitgulden, als zy daer gebrant en afgebrocken hebben.

Het huis in Sauwerd. Daar bevonden zich vier in goede staat verkerende steenhuizen, waarvan twee gedekt met leien daken en de beide andere met dubbele dakpannen en met daarin (daarbij) twee betimmerde en in goede staat verkerende (stenen) kamers; een kamer beneden en een evengrote kamer boven. Alle huizen waren goed gezierd (afgewerkt?) en gestoffeerd met alle dingen die daartoe behoorden en goed beschoten met wagenschotten, zowel de kamers beneden als boven. Er waren 10 slaapkamers met bedsteden. Er waren 25 bedsteden met beschot, 13 schoorstenen op de huizen, alle huizen bezaten een zolder boven de kamers en een deel twee zolders. Alle vensters hadden dikke ijzeren tralies en kelders met ondervensters. Al het ijzerwerk dat zich daaraan bevond hebben de Groningers met hun helpers naar Groningen gevoerd. Er was hierbij ook een in goede staat verkerend steenhuis waarin werd gebrouwen: Een huis van 21 gebinten lang en met flinke balken. Deze was 5 vierendeel voet (vijf kwartsvoet) dik aan het einde. Het huis zolderde hoog boven deze balken. Deze waren allen van goed gekant eikenhout, zowel naar hoogte als naar breedte. Daarbij nog een schuur van goed hout met een goede paardenstal, die tezamen bijna net zo lang waren als het brouwhuis. Deze hebben ze allemaal verbrand met de bruggen en de poorten. Ook hebben zij een deel van de bomen in de hoven afgehouwen. Om dit alles dat zij verbrand en afgebroken hebben te herstellen was 808 gulden nog niet genoeg.

De totale schade bedroeg volgens Eilco het voor die tijd gigantische bedrag van 13.415 goudguldens aan de Onstaborg (buiten de schade die zijn pachter had geleden) en 1250 goudguldens aan Verhildersum. Het valt te betwijfelen of hij hiervoor een vergoeding ontving. 
Uit de beschrijving kan niet worden opgemaakt hoe het gebouw er toen uitzag. Mogelijk betrof het een hoofdgebouw met 15e-eeuwse uitbreidingen en een stenen huis en houten schuur op de plek van de voorburcht. Ook is het goed mogelijk dat de structuur van 1400 nog steeds min of meer bestond met een steenhuis op de borgstee en een aantal stenen en houten bijgebouwen op de voorburcht.
Na Eilco's dood in 1521 worden achtereenvolgens zijn zonen Hidde (overleden in 1543) en Abel (overleden in 1558) genoemd als hoofdelingen van Sauwerd. Het huis was dusdanig beschadigd dat de schade lange tijd niet werd hersteld. Rond 1540 liet Aepke Onsta in plaats daarvan een nieuwe Onstaborg (Nieuw Onsta) bouwen bij Wetsinge, ongeveer een kwartier ten noorden van de oude Onstaborg. Onder Abel Onsta herstelde de financiële positie van de Onsta's zich echter weer enigszins en mogelijk werd er toen ook een begin gemaakt met het herstel. Vervolgens werd Abels' zoon Aepke hoofdeling van Sauwerd, maar hij overleed reeds in 1564. Wie het eigendom van het huis te Sauwerd bezat in die tijd is niet bekend. Er is alleen bekend dat bij de dood van Hidde Onsta (die als redger op Verhildersum woonde) in 1563 het eigendom overging op zijn zoon Eylco Onsta.
| Goederen en rechten De familie Onsta bezat in de 16e eeuw veel goederen en rechten. In de Marne bezaten de Onsta's in 1544 de staande rechtstoel van Leens, de helft van de ommegangen in de rechtstoelen van Warfhuizen, de Grote en Kleine Reedschap en aan het einde van de 16e eeuw door vererving en aankopen ook de staande rechtstoel van Wehe en Zuurdijk. Buiten de Marne bezat de familie in 1544 in Sauwerd en Wetsinge 2 van de 4 ommegangen, in al bergen ongeveer 8 van de 31 ommegangen, in een ruim 4 van de 18 ommegangen, in Noordwolde 3 van de 13 ommegangen en in diverse andere kerspelen 1 of 2 van de ommegangen. Hidde Onsta pachtte in 1525 de helft van de proosdij van Leens van Gerlach de Bever en kocht in 1537 de andere helft erbij van Alef von Merfeld. Na de dood van Hidde werd het bezit van de wereldlijke proosdij van Leens met de tienden en alle van oudsher daartoe behorende rechten in 1545 door keizer Karel V bevestigd aan zijn minderjarige zoon Eylco Onsta. Dit deed hij vanwege de diensten die zijn vader aan hem als keizer had bewezen tijdens de overgang van Groningen in 1536 naar zijn rijk. |

## Doodslag op Regnerus Papinck
Eylco Onsta werd ook wel 'de Oude' genoemd ter onderscheiding van zijn gelijknamige neef, een zoon van Hiddes broer Abel. In 1570 had waarschijnlijk deze Eylco Onsta de Oude een conflict met de pastoor van Bedum, Regnerus Papinck over een stuk grond. In een herberg aldaar vermoordde hij deze pastoor door hem te doorsteken met zijn zwaard op zo'n manier 'dattet achter weder uuthgegaen is'. Caspar de Robles stuurde hem vervolgens naar de rechtbank van Alva in Brussel, die hem echter weer terugstuurde naar Groningen, waar hij in 1572 gevangengezet werd op de Oosterpoort in Groningen. Tijdens zijn gevangenschap was hij door geldgebrek genoodzaakt om de landerijen van de Onsta's rond Lutkehuizen te verkopen en in 1573 liet zijn vrouw Elisabeth van der Eze zich van hem scheiden. Eylco overleed in 1575 in de gevangenis aan de pest.

## Verval tot ruïne tijdens de Tachtigjarige Oorlog
Het echtpaar had geen kinderen en daarom vererfde het huis op zijn zussen Ida en Adda. Ida, die getrouwd was met Roelof van Munster kregen bij de boedelscheiding het huis te Sauwerd en alle erbij behorende rechten. Zij verkochten het goed echter in een onbekend jaar door aan Oede Onsta en haar man Caspar van der Wenge. Oede was een dochter van Aepke Onsta van de Wetsinger Onstaborg. Zij was in 1582 getrouwd. Tijdens de daaropvolgende Tachtigjarige Oorlog werd het huis opnieuw zwaar beschadigd. De graaf van Oost-Friesland schreef in 1587 in een brief aan het Groningse stadsbestuur uit naam van Caspar van der Wenge dat het huis door Spaanse soldaten was 'destruert und nedergelecht, das nur ein geringes ausserhalb ein hoff oder gartte davon ubrigh'. Hij drong erop aan dat de Spaanse soldaten die zich in het gebouw hadden gehuisvest het zouden verlaten. Rond 1628 verkeerde het gebouw nog steeds in ruïneuze toestand. Er woonde toen een arbeider.  

## Verschillende eigenaren
Het eigendom van het huis was ondertussen overgegaan op Caspars' zoon Boiocko (of Boyo Ocko) van der Wenge, die zelf waarschijnlijk woonde op de Onstaborg in Wetsinge, waar hij later ook begraven werd. De namen van hem en zijn vrouw werden genoemd in 1609 toen in Sauwerd een klok werd gegoten. Boiocko was ritmeester in het Staatse leger. Hij sneuvelde in 1640 bij de Slag bij Hulst. Zijn erfgenamen besloten vervolgens om de borg te verkopen.  
Op de kaart van Egbert Haubois uit 1641 is op een groter eiland een gebouw zichtbaar met de benaming 'borch'. Een een kleiner omgracht stuk grond ten oosten daarvan, waar in 2007 veel steenresten zijn gevonden, is echter onbebouwd. Immerseel denkt dat het gebouw geen borg betreft, daar deze op het kleine eiland zou moeten hebben gestaan en het dus (onderdeel van) de voorburcht moet zijn geweest. Het steenhuis zou dan dus al niet meer bestaan. Dit past ook bij het zogenoemde 'geringes ausserhalb' dat als overblijfsel wordt genoemd in 1587. Het grote eiland is aan twee zijden met de buitenwereld verbonden, maar het kleine eiland niet. Op de kadastrale minuut uit het begin van de 19e eeuw zijn de beide eilanden samengevoegd tot 1 perceel. Op de kaart van Haubois zijn ook een boerderij aan noordoostzijde van het borgterrein en een boerderij aan zuidzijde (de latere Onstaheerd of 'Schathuis') te zien. Deze worden ook genoemd in het Kohier van verpondingen op huizen te Sauwerd van 1628 en behoorden als schathuizen bij de borg.
Volgens een aantekening op de kaart uit 1641 werd deze gebruikt voor de verkoop van de borg met bijbehorende gronden aan Berend Coenders van Helpen. Bij het huis hoorden toen 122 grazen en 40 roeden grond (ruim 60 hectare). Coenders van Helpen verkocht het huis in 1658 voor de som van 40.600 gulden door aan kapitein Henrick Ruse. Bij het goed hoorden toen (inclusief borgstee) 97 grazen land en 15,25 grazen en 31 jukken prebendeland, staande hoge jurisdictie en andere rechten, het halve zijl- en dijkrecht met jacht en visserij, het recht van unicus collator in de pastorie en kosterij van Sauwerd, gestoelten (herenbanken) en graven in de kerk van Sauwerd.

## Bouw van de Onstaborg
Van de Onstaborg is onbekend wat de situatie was tussen 1628 en ca. 1678, maar ergens in deze periode heeft de toenmalige eigenaar de ruïnes van het huis Onsta geslecht en er een borg gebouwd. Het goed werd bij de verkoop aan Ruse aangeduid als een 'oud adellijk huis' en er woonde een oude weduwe van een zekere Geert Lamberts. Er woonde dus toen geen familie van Coenders van Helpen. Deze familie stak veel geld in de borg Fraam en het lijkt onwaarschijnlijk dat ze tegelijkertijd ook geld in Onsta hebben gestoken. Het lijkt veel meer voor de hand te liggen dat Ruse, die zelf ook architect en ingenieur was, de Onstaborg liet bouwen. Vermoedelijk liet hij daarbij ook de grachten opnieuw aanleggen in een vierkant patroon. Gezien de kadastrale minuut van 1828 werd daarbij waarschijnlijk een binnen- en een buitengracht aangelegd, die van elkaar gescheiden werden door een brede singel. Uit latere bronnen blijkt dat de buitensingels bestonden uit essen en iepen. Ook de Singelweg eromheen werd toen ook aangelegd, waarvoor de oorspronkelijke weg rond de wierde moest wijken. De borg staat afgebeeld op een tekening van Schoemaker van rond 1730 die waarschijnlijk gebaseerd is op een niet overgeleverde tekening van de tekenaar die ook de borgen in de rand van de Coenderskaart heeft getekend. De afbeelding toont een driebeukig gebouw (vergelijkbaar met de huidige Menkemaborg) met verschillende soorten gevels en staat als miniatuur ook op de Coenderskaart zelf. 
Het is niet geheel duidelijk wie het huis in de tijd van Ruse bewoonde. Volgens de overlevering woonde hij er alleen in de zomer, samen met zijn vrouw. Zijn moeder overleed ook in Sauwerd en het wordt dan ook voor mogelijk gehouden dat de borg eigenlijk voor haar was aangekocht door Ruse. Na zijn terugkeer in Holland in 1677 ging hij er in elk geval zelf wonen.

## Verkoop, verval en afbraak
In 1679 overleed Ruse en werd net als zijn moeder en vrouw bijgezet in de kerk van Sauwerd. Het huis vererfde op zijn enige dochter Johanna Maria Ruse. Zij woonde echter samen met haar man in Denemarken, waar zij in 1712 overleed. Haar zoon Ove Henrik Juel verkocht daarop de borg in hetzelfde jaar aan gedeputeerde van Stad en Lande en lid van de Staten Generaal Johan Harmen Keizer. Na zijn dood in 1718 duurde het nog tot 1725 alvorens zijn erfgenamen Aleid Keiser en Tjaard Adriaan Gerlacius (Gerlatius) een besluit namen over de toen reeds sterk vervallen borg: het 'Huys off de Borgh van Sauwert' met alle daarbij behorende stallingen, de beide schathuizen aan weerszijden van de borg, grachten, singels, bomen en plantages (totaal 11,5 grazen), de staande collatie en staande jurisdictie van Wetsinge en Sauwerd, alsook de halve schepperij van beide plaatsen, de staande zijlrechteden van Sauwerd en Tijum en verschillende andere rechten werd toen middels een erfwissel overgedaan aan Allegonda Maria Clant van Juckema, douairière Tjarda van Starkenborgh, die toen woonde op de Onstaborg in Wetsinge. Het ging haar om de rechten en dit betekende daarop het einde van de Onstaborg in Sauwerd. Kort daarop werden de borg en een van de beide schathuizen geslecht.

## Later gebruik
Haar dochter Margaretha Bouwina Tjarda van Starkenborgh, douarière Rengers, verkocht in 1766 de borgstee ('Campshoff') met het overgebleven schathuis (de Onstaheerd) aan zuidzijde samen met de Onstaborg in Wetsinge aan Ary de Graaff. In de omschrijving van het goed wordt gesproken over 'het muurwerk tot aan het water', wat de suggestie wekt dat er toen nog delen van de muren van de borg aanwezig waren.
Op de schetskaart (ca. 1748-1767) en wandkaart (1777) van Beckeringh staat op de plek van Onsta met de naam Oud Onsta een vestingwerk met vier bolwerken op de hoeken getekend. Deze vorm is van geen enkele andere kaart bekend. Immerseel denkt dat het mogelijk korte tijd onderdeel heeft gevormd van een (zeer) tijdelijke linie ter bescherming van de Wetsingerzijl. Het bestaan hiervan is echter uit geen enkele andere bron bekend.
In 1823 werd een huis gebouwd op het zuidoostelijke deel van de borgstee. De rest van de borgstee was volgens de oorspronkelijke aanwijzende tafel van het kadastraal minuutplan uit 1828 in gebruik als boomgaard. Het schathuis was toen al afgebroken. Mogelijk heeft de bouw van het huis hiermee te maken. In het huis woonde een arme weduwe genaamd Alle Michiels van der Veen. Volgens Rijkens bevatten in 1832 'de zware en zoo diep gelegde fondamenten nog voor handen, [...] zoo veel steen, dat men, daarvan meer zoodanige woningen zoude kunnen optrekken'. De brug was toen al wel verdwenen, want Rijkens geeft aan dat er in plaats daarvan een smal voetpad naar de woning liep.

## Afgravingen
Tussen 1880 en 1910 werd tijdens meerdere campagnes een groot deel van de wierde van Sauwerd afgegraven, waaronder gezien de topografische kaart van 1905 ook de borgstee. Waarschijnlijk werden de fundamenten van de borg toen wel grondig gesloopt, waarbij ook het grootste deel van de funderingsresten werden verwijderd. Bij archeologisch onderzoek in 1997 werden veel uitbraaksleuven aangetroffen en konden de contouren slechts gedeeltelijk worden teruggevonden. In dezelfde periode werd ook het huis op de borgstee afgebroken en in 1888 werd ten zuidoosten van het terrein, grofweg op dezelfde plek waar het schathuis stond (Burchtweg 13), een nieuwe boerderij gebouwd met de naam 'Schathuis' of Onstaheerd. Mogelijk hangen afbraak, bouw en afgravingen hier met elkaar samen. In 1894 werd de grafkelder van de Onsta's op het oude kerkhof geruimd, nadat deze deels was ingestort.
Tussen 1918 en 1919 werd nog een deel de borgstee afgegraven om te worden verkocht als wierdegrond. Door al deze afgravingen ontstond een duidelijke stijlrand bij de aangrenzende wierde, waar de kerk zich tot 1840 op bevond.

## Onderzoek en herstel borgterrein
In 1997 werden archeologische opgravingen (een combinatie van weerstandsmetingen en booronderzoek) verricht op het terrein om de contouren te achterhalen van de vroegere borg. Uit het onderzoek kwam naar voren dat het terrein vroeger ongeveer 80 bij 100 meter breed moet zijn geweest en omringd werd door grachten van 10 tot 15 meter. Op het terrein bevonden zich nog uitbraaksleuven van een gebouwencomplex van ongeveer 70 meter bij 40 meter. Er werden plannen gemaakt voor het herstel van het borgterrein, maar deze werden toen niet doorgezet.
In 2018 wist de gemeente Winsum het borgterrein aan te kopen en ontstond een nieuwe kans om het borgterrein zichtbaar te maken. 2022 werd met geld van diverse overheden als onderdeel van het programma 'Kansrijk Groningen' het project 'Onstaborg Herbeleven' opgestart, waarbij een deel van de vroegere gracht rond de Onstaborg (8 meter van de oorspronkelijke 26 meter breedte) wordt uitgegraven om de contouren van het borgterrein beter zichtbaar te maken in het landschap en het als ijsbaan te kunnen gebruiken. Ook is er het plan om later een verbinding te graven met het haventje van Sauwerd om de gracht voor kano's toegankelijk te maken. Bij archeologisch onderzoek in de uit te graven grachten werden twee 17e-eeuwse tapkranen gevonden die vermoedelijk onderdeel vormden van een brouwerij bij de borg.